# NGC 4728
NGC 4728 é uma galáxia elíptica (E1) localizada na direcção da constelação de Coma Berenices. Possui uma declinação de +27° 26' 07" e uma ascensão recta de 12 horas, 50 minutos e 28,0 segundos.
A galáxia NGC 4728 foi descoberta em 3 de Março de 1867 por Heinrich Louis d'Arrest.